# Hořenice
Hořenice (deutsch Horschenitz) ist eine Gemeinde in Tschechien. Sie liegt zwei Kilometer nördlich von Jaroměř und gehört zum Okres Náchod.

## Geographie
Hořenice befindet sich rechtsseitig der Elbe unterhalb der Einmündung der Běluňka an einer Flussschleife. Jenseits des Flusses liegt im Osten der große Teich Jaroměřský rybník. Nordöstlich des Dorfes verläuft die Staatsstraße 37 zwischen Jaroměř und Trutnov sowie die Eisenbahnstrecke Jaroměř – Stará Paka. in Hořenice besteht kein Bahnhalt, der nächste ist Jaroměř zastávka.
Nachbarorte sind Brod im Norden, Heřmanice, Pelcovský Dvůr und Čáslavky im Nordosten, Jakubské Předměstí im Südosten, Jaroměř und Cíhelny im Süden, Horní Dolce, Vestec und Zaloňov im Westen sowie Nový Kašov und Slotov im Nordwesten.

## Geschichte
Hořenice wurde im Jahre 1500 erstmals urkundlich erwähnt. Seit dem 15. Jahrhundert bestand die Feste als Sitz des Vladikengeschlechts von Hořan. Nachdem Matthes von Hořan Dorf und Feste den Spitälern der königlichen Aussteuerstädte Dvůr Králové nad Labem und Jaroměř verkaufte, zahlte Jaroměř 1502 den Anteil von Dvůr Králové aus und wurde alleiniger Besitzer des Dorfes.
Ferdinand I. konfiszierte Hořenice 1547 wegen des Ungehorsams der Stadt Jaroměř in den Türkenkriegen. Zwei Jahre später wurde das Dorf aus dem Kronbesitz wieder an Jaroměř zurückgegeben. In den darauf folgenden Jahren ließ der Rat zu Jaroměř die alte Feste der Herren von Hořan durch eine neue eingeschossige Feste ersetzen, die der Sitz eines städtischen Vogtes wurde. Zum Ende des 16. Jahrhunderts wurde südöstlich des Dorfes im Elbtal die Horschenitzer Mühle errichtet. Die berní rula weist für Hořenice 10 Anwesen aus. 1785 hatte das Dorf 211 Einwohner, hinzu kamen noch die neun Bewohner der Horschenitzer Mühle.
Horschenitz blieb bis zur Aufhebung der Patrimonialherrschaften der Stadt Jaroměř untertänig.
1850 bildete Horschenitz eine Gemeinde im Bezirk Dvůr Králové nad Labem. Nach 1900 entstand im Dorf eine Textilfabrik. Diese wurde der größte Arbeitgeber in Horschenitz. Außerdem bestand noch die Ziegelei Jarkovský. Nachdem die Textilfabrik stillgelegt worden war, arbeiteten die meisten der Einwohner in der Ettrichschen Fabrik in Jaroměř. Nach dem Zweiten Weltkrieg wurde die Gemeinde zum Okres Jaroměř umgegliedert. Mit Beginn des Jahres 1961 erfolgte die Eingemeindung nach Heřmanice und im Zuge der Auflösung des Okres Jaroměř kam das Dorf zum Okres Náchod. Seit dem 1. September 1990 besteht die Gemeinde Hořenice wieder.

## Gemeindegliederung
Für die Gemeinde Hořenice sind keine Ortsteile ausgewiesen.

## Sehenswürdigkeiten
- Feste Hořenice, errichtet in der 2. Hälfte des 16. Jahrhunderts anstelle eines älteren Vorgängerbaus
- Statue des Hl. Johannes von Nepomuk

## Söhne und Töchter der Gemeinde
- Josef Kejdana (1877–1928), Schriftsteller